# 페닐렌

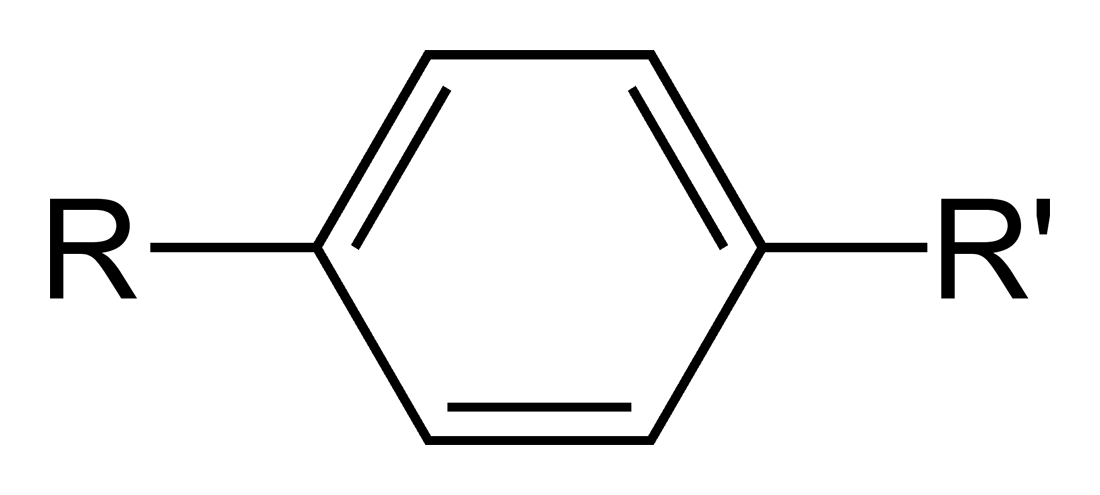
파라-페닐렌기의 화학 구조

페니렌기(영어: phenylene group)는 화학식이 C6H4이며, 벤젠 고리에 이치환 반응이 일어난 구조(아릴렌)를 기반으로 하는 화합물이다. 예를 들어, 폴리(p-페닐렌)은 파라-페닐렌의 반복 단위로 구성된 중합체이다.

## 같이 보기
- 벤젠
- 아릴렌기